# Rio Grande (pel·lícula)
Rio Grande (títol original en anglès: Rio Grande) és una pel·lícula estatunidenca de 1950, dirigida per John Ford. La pel·lícula està basada en el conte Mission With No Record de James Warner Bellah, que va aparèixer a la revista The Saturday Evening Post el 27 de setembre de 1947, i el guió va ser escrit per James Kevin McGuinness.
Rio Grande completa una trilogia de John Ford sobre westerns dedicats a la cavalleria juntament amb Fort Apache (1948) i La legió invencible (1949).

## Producció
Ford volia fer la pel·lícula The Quiet Man, però l'estudi que l'havia de fer, Republic Pictures, no creia que fos una pel·lícula que pogués assolir exits comercials a causa del guió. Així el president Herbert Iots, va obligar que Ford realitzés primer un Western, amb el que de ben segur obtindrien beneficis per poder fer després The Quiet Man.
Ford va acceptar i va aprofitar Rio Grande, per treballar ja amb els dos actors que acabarien realitzat The Quiet Man: John Wayne i Maureen O'Hara, per a la qual va crear el paper de Kathleen Yorke, personatge que no apareixia a la novel·la. La parella protagonitzada per Wayne i O'Hara esdevindria un èxit, i acabarien treballant plegats en cinc pel·lícules: Rio Grande (1950), The Quiet Man (1952), Escrit sota el sol (1957), McLintock! (1963) i Big Jake (1971). Les tres primeres dirigides pel mateix John Ford.
La pel·lícula es va rodar en Monument Valley, i altres llocs al sud-est de Utah, prop de la ciutat de Moab, i al llarg del riu Colorado.

## Argument[3]
El Coronel Kirby Yorke (John Wayne) combat als apatxes des d'un fortí proper a la frontera amb Mèxic, separada de la dels Estats Units pel riu Río Bravo. El seu fill, que ha fracassat a l'Acadèmia Militar dels Estats Units, s'allista a l'exèrcit i és enviat al regiment del coronel Yorke. Disposada a treure'l d'allà, també arriba al fort la mare de York (Maureen O'Hara).

## Repartiment
Els principals intèrprets del repartiment, amb els respectius papers i veus doblades en català, són:
| Intèrpret          | Personatge                    | Veu en català   |
| ------------------ | ----------------------------- | --------------- |
| John Wayne         | tinent coronel Kirby Yorke    | Jordi Royo      |
| Maureen O'Hara     | Kathleen Yorke                | Azucena Díaz    |
| Ben Johnson        | soldat Travis Tyree           | Eduard Itchart  |
| Claude Jarman Jr.  | soldat Jefferson "Jeff" Yorke | Carles Lladó    |
| Harry Carey Jr.    | soldat Daniel "Sandy" Boone   | Manel Gimeno    |
| Victor McLaglen    | sargent major Quincannon      | Jaume Comas     |
| Chill Wills        | doctor Wilkins                | Domènech Farell |
| J. Carrol Naish    | general Philip Sheridan       | Eduard Doncos   |
| Grant Withers      | xèrif                         |                 |
| Peter Julien Ortiz | capità St. Jacques            | Toni Pujós      |
| Gaylord Pendleton  | capità Prescott               | Luis Grau       |
| Karolyn Grimes     | Margaret Mary                 |                 |

## Música
La música cobra una gran importància en el film, comptant amb temes militars i diverses cançons folk de tradició Irlandesa. Aquestes cançons irlandeses són interpretades pel grup Sons of Pioneers, el cantant del grup (Ken Curtis), acabaria interpretant diversos papers secundaris i casant-se amb la filla de Ford.